# Everaldo Ferreira
Everaldo Ferreira Magalhães (Rondonópolis, Brasil, 29 de mayo de 1982) es un exfutbolista brasileño. 

## Trayectoria
Debutó en el River Plate de Uruguay en el año 2000, continuando su carrera en el Cerrito.
En 2005 partió al fútbol hondureño donde militó para los clubes Olimpia y Real España, donde fue Campeón de Goleo en el Apertura 2008. 
Tras un excelente torneo, en 2009 recaló en el Puebla de la Primera División de México, debutando el 1 de febrero de 2009 en el empate de 0-0 contra Santos Laguna. Durante el Clausura 2009, ese Puebla alcanzó las semifinales donde fueron superados por los Pumas UNAM, teniendo al hondureño Ramón Núñez como figura.
Posteriormente regresó a Honduras para jugar por Olimpia nuevamente.

## Clubes
| Club                 | País      | Año         |
| -------------------- | --------- | ----------- |
| River Plate          | Uruguay   | 2000 - 2001 |
| Cerrito              | Uruguay   | 2002 - 2004 |
| Olimpia              | Honduras  | 2005 - 2006 |
| Cerrito              | Uruguay   | 2006        |
| Real España          | Honduras  | 2007 - 2008 |
| Puebla               | México    | 2009        |
| Olimpia              | Honduras  | 2009 - 2010 |
| Municipal            | Guatemala | 2011        |
| Deportivo Malacateco | Guatemala | 2011        |
| Atlético Choloma     | Honduras  | 2012        |

## Palmarés

### Campeonatos nacionales
| Título          | Club        | País     | Año  |
| --------------- | ----------- | -------- | ---- |
| Torneo Clausura | Olimpia     | Honduras | 2005 |
| Torneo Apertura | Olimpia     | Honduras | 2005 |
| Torneo Clausura | Olimpia     | Honduras | 2006 |
| Torneo Apertura | Real España | Honduras | 2007 |

### Distinciones individuales
| Distinción                                                 | Año  |
| ---------------------------------------------------------- | ---- |
| Máximo goleador del Torneo Apertura de Honduras (13 goles) | 2008 |